# Таникава, Сюнтаро
Сюнтаро Таникава (яп. 谷川 俊太郎 Таникава Сюнтаро:, 15 декабря 1931, Сугинами — 13 ноября 2024, Токио) — японский поэт гэндайси, а также сценарист, автор иллюстрированных книг для детей и переводчик англоязычной литературы на японский. Был одним из самых известных и читаемых поэтов Японии своего времени. Широко известны его переводы детской литературы («Сказки Матушки Гусыни» и др.). Также Таникава — автор текстов многочисленных песен популярных поп- и рок-групп, а также школьных гимнов.

## Биография
Родился и вырос в Токио в семье философа Тэцудзо Таникавы. Был единственным ребёнком в семье. Ходил в детский сад при католическом храме. Там же глубоко проникся открывшимися ему идеями рая и ада, молитвы, западного мировоззрения в целом. Летние каникулы, как правило, проводил на даче отца в Каруидзаве. Остро переживавшееся там ощущение неразрывной связи с природой заложило основу космического мироощущения поэта, пасторальности многих его работ. Начиная с 1938 года, стал посещать начальную школу. Несмотря на успехи в учёбе, удовольствия от занятий не получал. В том же возрасте под руководством имевшей музыкальное образование матери стал учиться играть на фортепиано.
Сильное влияние на формирование личности оказали последние военные годы, когда начались регулярные и ожесточённые бомбардировки Токио: во время одной из них был спалён дотла тот самый храм, куда он ходил в детский сад — заваленное трупами пепелище врезалось в память поэта. В июле 1945 года Таникава вместе с матерью был эвакуирован под Киото, где жила её семья. После встреченной там капитуляции Японии вернулся назад в Токио, где вся семья во главе с демобилизованным отцом занялась восстановлением почти полностью сгоревшего во время войны дома. Тяжесть послевоенного быта сочеталась с насыщенной духовной жизнью: юный Таникава заслушивался Бетховеном.

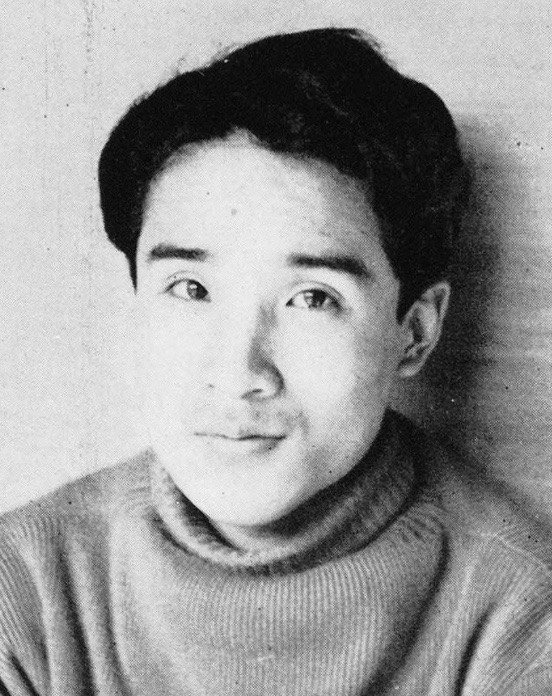
Сюнтаро Таникава в молодости

Писать стихи начал с детства, публиковаться — с 1948 года. Первые опубликованные стихи написаны отчасти под влиянием произведений поэта Сатихико Китагава и его круга. По мере формирования своей творческой индивидуальности, все большей для него становилась неприемлемость школьных норм, участились конфликты с преподавателями. Таникава занимался активным самообразованием, зачитываясь найденным на книжных полках отца сборником произведений для детей Кэндзи Миядзавы. Успеваемость в школе резко упала. Закончить её удалось, лишь переведясь на вечернее отделение. Намерения продолжать образование в университете не возникало в принципе: Таникава все силы стал отдавать поэзии, тем более что он стал регулярно печататься. Важным в этом отношении была публикация в одном из ведущих литературных журналов «Бунгакукай» нескольких работ, принятых туда по рекомендации одним из первых заметивших неординарный талант Таникавы видного поэта Тацудзи Миёси. Ранние стихотворения несут на себе печать влияния таких поэтов, как Тоитиро Иваса, Масаюки Дзё, Фуюэ Андзай.
Первый сборник стихов Таникавы, озаглавленный «Два миллиарда световых лет одиночества», вышел в 1952 году. Поэту был всего 21 год. Сборник получил широкую огласку. В 1953 году Таникава примкнул к додзинси «Каи» (櫂, «Вёсла»), образованному в том же году. В этом журнале вокруг выступавшего в качестве редактора Хироси Кавадзаки сплотился целый ряд талантливых молодых поэтов, в число которых, помимо Таникавы, входили Макото Оока и Норико Ибираги. Объединяло их стремление преодолеть нигилистическое безверие, противопоставить ему неиссякаемую силу жизни и тепло человеческого участия. Вторым изданным сборником стал смелый в своей экспериментальности цикл «62 сонета», стихотворения которого сонетами являются лишь формально (написаны в 14 строк с делением на катрены и терцеты), становясь по сути «антисонетами».
В 1960-е годы активно участвовал в молодёжных волнениях против подписания американо-японского договора безопасности в составе общества «Молодая Япония» (若い日本の会), одним из основателей которого (наряду с такими политически активными представителями нового японского искусства, как Дзюн Это, Кэндзабуро Оэ, Синтаро Исихара, Сюдзи Тэраяма и др.) он являлся. В тех же 1960-х годах наряду с лирикой стал пробовать себя как поэт-песенник, киносценарист (неоднократно сотрудничал с Коном Итикавой), автор радиопьес, иллюстрированных книг и переводчик детской литературы.
Дальнейшие годы сопровождались неиссякаемой активностью во всех этих ипостасях, что выдвинуло Таникаву на роль главного поэта Японии второй половины XX века. Кроме того, в 1975 году сборник стихов «Путешествие», одна из наиболее значительных работ Таникавы зрелого периода его творчества, был переведён на английский язык (вышел под названием «With Silence My Companion»). Это стало первым переводом его произведений на иностранные языки и способствовало его международному признанию. В последующие годы поэзия Таникавы, кроме английского, также переводилась на немецкий, словацкий, датский, монгольский, французский языки и иврит.
Таникава умер в Токио 13 ноября 2024 года в возрасте 92 лет. У него остался сын, композитор Кэнсаку Таникава.

## Характеристика творчества
Для работ Таникавы характерен минималистский стиль стихотворений, зачастую имеющих форму определений, которые, как и в музыке композиторов-минималистов, построены на многочисленных псевдоповторах. Как правило, Таникава, с его обострённым чувством языка, пишет на внешне простом, даже наивном, разговорном японском, зачастую стихотворения пропитаны романтической иронией. Отмечается тяготение поэта к исполненной отстранённости и нейтральности тона философской лирике, мерцающей между обыденным и космическим, а также центральность для его работ тем времени и пространства, сопричастности эпохе и историчности собственного существования. Лирика Таникавы может считаться как современным истолкованием поэтики югэн, так и диалогом с классиком японского сюрреализма Дзюндзабуро Нисиваки.

## Переводы на русский
- Сюнтаро Таникава // Голоса вещей. Послевоенная японская поэзия гэндайси / Пер. А. Долина. — М.: Радуга, 1989. — С. 10—36. В сборник вошло более тридцати стихотворений.

## Сочинения

### Сборники стихов
- «Два миллиарда световых лет одиночества» (二十億光年の孤独, 1952)
- «62 сонета» (六十二のソネット, 1953)
- «О любви» (愛について, 1955)
- «Книга с картинками» (絵本, 1956)
- «Думы о любви» (愛のパンセ, 1957)
- «Вам» (あなたに, 1960)
- «21» (21, 1962)
- «99 ракусю» (落首九十九, 1964)
- «Ещё ракусю» (その他の落首, 1964)
- «Изучение японского» (日本語のおけいこ, 1965)
- «Неизданные стихи, 1961—1964» (未刊詩篇　１９６１～１９６４, 1965)
- «Можно не молиться?» (祈らなくてもいいのか, 1968)
- «Путешествие» (旅, 1968)
- «С потупленной головой» (うつむく青年, 1971)
- «Игра в слова» (ことばあそびうた, 1973)
- «День, когда в небе не стало птиц» (空に小鳥がいなくなった日, 1974)
- «Определения» (定義, 1975)
- «Я разговаривал с тобой на кухне в полночь» (夜中に台所でぼくはきみに話しかけたかった, 1975)
- «Никто не знает» (誰もしらない, 1976)
- «Стихи Юри» (由利の歌, 1977)
- «не против если…? Остатки апокрифа» (タラマイカ偽書残闕, 1978)
- «Вопросы» (質問集, 1978)
- «А кроме того» (そのほかに, 1979)
- «Уроки кока-колы» (コカコーラ・レッスン, 1980)
- «Снова игра в слова» (ことばあそびうた また, 1981)
- «Потешки» (わらべうた, 1981)
- «Потешки　(продолжение)» (わらべうた 続, 1981)
- «Превращаюсь в слух» (みみをすます, 1982)
- «Карта дней» (日々の地図, 1982)
- «Обмен стихами 24.12.1981-7.3.1983» (対詩 1981.12.24~7.3.1983, 1983)
- «Супермен и компания» (スーパーマンその他大勢, 1983)
- «Письмо» (手紙, 1984)
- «Каталог японского языка» (日本語のカタログ, 1984)
- «Стишки» (よしなしうた, 1985)
- «Щемящее» (どきん, 1986)
- «Первогодка» (いちねんせい, 1988)
- «Нагота» (はだか, 1988)
- «Вниз по течению меланхолии» (メランコリーの川下り, 1988)
- «Самое вкусное во всей душе» (魂のいちばんおいしいところ, 1990)
- «Женщине» (女に, 1991)
- «Дарить стихи» (詩を贈ろうとすることは, 1991)
- «Вот моя доброта» (これが私の優しさです, 1993)
- «Портрет ребёнка» (子どもの肖像, 1993)
- «Восемнадцать лет» (十八歳, 1993, неизданные ранние стихи)
- «Мира невежда» (世間知ラズ, 1993)
- «Календарь стихов» (詩めくり, 1994)
- «Фудзи-сан и Охи-сама» (ふじさんとおひさま, 1994)
- «Слушающий Моцарта» (モーツァルトを聴く人, 1994)
- «Белее белого» (真っ白でいるよりも, 1995)
- «Картины Клее» (クレーの絵本, 1995)
- «Нежность — не любовь» (やさしさは愛じゃない, 1996, фотографии Нобуёси Араки)
- «Вы все — нежны» (みんな　やわらかい, 1999)
- «Ангелы Клее» (クレーの天使, 2000)
- «Минимализм» (minimal, 2002)
- «Микки Маус в ночи» (夜のミッキー・マウス, 2003)
- «Шагал в листве» (シャガールと木の葉, 2005)
- «Книга песен» (歌の本, 2006). Сборник текстов песен.
- «Люблю» (すき, 2006)
- «Небо на фотографии» (写真ノ中ノ空, 2006, фотографии Нобуёси Араки)
- «Я» (私, 2007)

## Видеография
- Видео-переписка с С. Тэраямой (寺山修司&谷川俊太郎ビデオ・レター, Video Letter); (1983)

## Беседы и ответы на вопросы
- «33 вопроса Таникавы Сюнтаро» (谷川俊太郎の33の質問, 1975)
- «Сюнтаро Таникава и Хаяо Каваи: Для исцеления души не нужен скальпель» (魂にメスはいらない, 1979)
- «Сюнтаро Таникава и Макото Оока: Введение в гэндайси через беседы» (対談現代詩入門, 2006)
- «Коробка с вопросами для Сюнтаро Таникавы» (谷川俊太郎質問箱, 2007)